# Enea alla corte del re Latino
Enea alla corte del re Latino è un dipinto eseguito con la tecnica dell'olio su tela da Ferdinand Bol.
Conservato al Rijksmuseum di Amsterdam, il quadro è databile al triennio 1661-63.

## Descrizione
La tela riproduce l'episodio del settimo canto dell' Eneide in cui Enea, giunto finalmente in Italia con la sua flotta, viene accolto dal re di Laurento, Latino. Questi, attorniato dai suoi cortigiani, pone una corona di alloro sulla testa del condottiero troiano. Il padiglione reale, che si trova in prossimità del mare, occupa la parte destra del dipinto; lo ricopre parzialmente un enorme drappo di colore rosso. In primo piano al centro è rappresentato lo scudiero di Enea, Acate, visto di spalle: il giovane indossa un vistoso copricapo bianco, tipicamente orientale. A sinistra si trovano altri compagni di Enea insieme ad Ascanio, il figlio fanciullo dell'eroe, la cui posa è simile a quella di Acate, e un secondo bambino, visibilmente stanco, che per questo sta seduto. Dietro di essi c'è la flotta troiana, con tanto di bandiere sventolanti, attraccata in un'insenatura. Curiosa la presenza, nell'angolo inferiore sinistro, di un esemplare di rinoceronte, non presente nel passo virgiliano.